# Apisa alberici
Apisa alberici is een vlinder uit de familie spinneruilen (Erebidae), onderfamilie beervlinders (Arctiinae). De wetenschappelijke naam van de soort is voor het eerst geldig gepubliceerd in 1945 door Dufrane.
Deze nachtvlinder komt voor in tropisch Afrika.